# Оштра-Лука (громада)
Оштра-Лука (серб. Општина Оштра Лука) — боснійська громада, розташована в регіоні Прієдор Республіки Сербської. Адміністративним центром є село Оштра-Лука.